# Scaphocalanus subelongatus
Scaphocalanus subelongatus är en kräftdjursart som beskrevs av Brodsky 1950. Scaphocalanus subelongatus ingår i släktet Scaphocalanus och familjen Scolecitrichidae. Inga underarter finns listade i Catalogue of Life.